# Ngäbe-Buglé
Ngäbe-Buglé je indiánská rezervace v Panamě  (další možná česká pojmenování mohou být výrazy indiánský region nebo indiánské teritorium). Přesný španělský název je „comarca indígena“. Pojem comarca je tradiční název pro administrativní dílčí územní celky Španělska a jeho bývalých kolonií. Panamské comarcas indígenas jsou území, kde podstatnou část obyvatelstva tvoří původní indiánské kmeny.
Nachází se na západě státu. Zabírá 9,18 % rozlohy celé Panamy a žije zde 4,16 % panamské populace. Vznikla v roce 1997 vyčleněním území z okolních provincií Bocas del Toro, Chiriquí a Veraguas. 
Celkem ji tvoří 9 distriktů:
- Kankintú (Bisira)
- Kusapín (Kusapín)
- Jirondai (Samboa)
- Santa Catalina o Calovébora (Bledeshia)
- Besikó (Soloy)
- Mironó (Hato Pilón)
- Nole Duima (Cerro Iglesias)
- Müna (Chichica)
- Ñürüm (Buenos Aires)

## Obyvatelstvo
V roce 2010 zde žilo 156 747 osob. Etnické složení populace bylo:
- 149 983 idiánského původu, z toho 139 950 osob z etnika Ngäbe (nejpočetější indiánský kmen v Panamě) a 9 178 z kmene Buglé
- 909 lidí afrického původu